# 伍麗華
伍麗華（1969年8月12日—）中華民國政治人物，台灣原住民族魯凱族人，現任民主進步黨籍立法委員。曾為教師、校長、屏東縣政府原住民處處長。
在2020年總統及立委選舉中代表民進黨首次參選，以1,467票差距贏過中國國民黨籍臺東縣議員章正輝，當選第三席山地原住民選舉區立法委員席次，也是首位民進黨籍山地原住民立法委員，2024年2月1日就任第十一屆立法委員。

## 生平
伍麗華，魯凱族人，族語名Saidhai Tahovecahe，出生成長於高雄縣茂林鄉萬山村'Oponoho部落（現高雄市茂林區）。嫁至屏東縣瑪家鄉佳義村，為排灣族媳婦。

### 早年生活
在她年幼時，她的父母為讓孩子受平地教育，把前五個孩子送到六龜育幼院，身為么女的她則是送平地親戚家中輪流寄養，後就讀屏東師專（現國立屏東大學）。20歲師專畢業後嫁給排灣族公務員先生，並在國小任教。

### 教育生涯
2008年就任大武山上的屏東縣泰武國小，帶領學校拿下2座金曲獎、2座教育部教學卓越金質獎等許多佳績。
而後調任地磨兒國小校長，研發以族群本位教科書，開創原住民族教育的新里程碑。並陸續創立原住民族課程發展中心、族語幼兒園、原住民族實驗學校等，與師生、部落族人、學界共同研發一系列排灣族本位教材。
他在教育界服務近三十年，長期推廣部落古謠及原鄉文化復振，還首創全國首套原住民本位教科書，因此有「原住民族教育之母」的美譽。

### 從政
2016年9月屏東縣縣長潘孟安延攬伍麗華擔任屏東縣政府原住民處處長。
2019年8月7日，民進黨召開第十八屆第十五次中執會，通過徵召伍麗華參選第10屆山地原住民立法委員。後以2萬5772票當選，成為首位民進黨籍山地原住民立委。
伍麗華在2024年的第十一屆立法委員選舉中，獲31,874票連任山地原住民立法委員。國民黨提名同於屏東出身及工作的盧縣一，試圖分散伍麗華的票源，但伍麗華最終較上屆增加六千票當選。分析認為她因關注原住民族事務、教育事務及偏遠原鄉建設而獲得認同。
在大罷免中，國民黨稱要罷免伍麗華，後第二階段連署因未送件而罷免失敗。

## 選舉紀錄
| 年度 | 選舉屆數             | 選舉區           | 所屬政黨   | 得票數 | 得票率 | 當選標記 | 備註 |
| ---- | -------------------- | ---------------- | ---------- | ------ | ------ | -------- | ---- |
| 2020 | 第十屆立法委員選舉   | 山地原住民選舉區 | 民主進步黨 | 25,772 | 17.81% |          |      |
| 2024 | 第十一屆立法委員選舉 | 山地原住民選舉區 | 民主進步黨 | 31,874 | 22.10% |          |      |

## 外部連結
- 伍麗華的Facebook專頁